# Roter Portugieser
Roter Portugieser ist eine Weißweinsorte, die auch  Rother Portugieser genannt wird. Da die dezent rotbeerige Sorte meist als Weißwein ausgebaut wird, zählt sie im deutschen Sprachraum zu den weißen Sorten. Trotz des ähnlichen Namens ist sie laut Pierre Galet nicht eine Spielart des Blauen Portugieser und ist auch nicht mit dem ebenfalls dezent rotbeerigen Grauen Portugieser verwandt. Sie stammt wahrscheinlich aus Österreich oder aus dem Nordwesten Kroatiens. 
Die Sorte wird noch in Slowenien angebaut, wo sie unter dem Namen in den Qualitätsweinen Belokranjec und Cviček zugelassen ist. Beide Herkunftsbezeichnungen genießen den Status eines PTP (Priznano Tradicionalno Poimenovanje).
Verwirrend kann hinzukommen, dass eines der Synonyme des Blaufränkisch ebenfalls Rother Portugieser lautet.
Siehe auch die Artikel Weinbau in Slowenien, Weinbau in Kroatien und Weinbau in Österreich sowie die Liste von Rebsorten.

## Ampelographische Sortenmerkmale
In der Ampelographie wird der Habitus folgendermaßen beschrieben:
- Die Triebspitze ist offen. Sie ist nur spinnwebig behaart. Die bronzefarbenen Jungblätter sind glänzend:
- Die mittelgroßen dunkelgrünen Blätter (siehe auch den Artikel Blattform) sind dreilappig. Die Stielbucht ist offen. Das Blatt ist spitz gesägt. Die Zähne sind im Vergleich der Rebsorten eng bis mittelweit gesetzt.
- Die walzenförmige Traube ist mittelgroß und weniger lang als die Trauben des Blauen Portugieser, manchmal geschultert und dichtbeerig. Die rundlichen Beeren sind klein bis mittelgroß und von gräulich-rosa Farbe.

Die früh austreibende Rebsorte reift ca. 15 – 20 Tage nach dem Gutedel und gilt somit innerhalb der weißen Rebsorten als eher spät reifend, so dass sie in verhältnismäßig kühlen Lagen nicht mehr voll ausreifen kann. Sie ist eine Varietät der Edlen Weinrebe (Vitis vinifera). 

## Synonyme
Der rote Portugieser ist auch unter den Namen Ariavina, Brina, Brjavina, Bziijavina, Crvena, Grüner Ohainer, Imbrina, Königstraube, Krajilvina, Kraljevina, Kraljevina Crvena, Kralovina, Leanskaszölö, Mali Kerhlihkowez, Mavrona, Morvana, Ohainer grün,  Piros Leanyka, Piros Oporto, Portugais Rose, Portugais Rouge, Portugieser rother, Portugiji piros, Sabnina, Sarjavina Sobnina und Zrjavina bekannt.